# Pineda de Gigüela
Pineda de Gigüela település Spanyolországban, Cuenca tartományban.  Lakosainak száma 55 fő (2024).

## Népesség
A település népessége az utóbbi években az alábbiak szerint változott:
| Lakosok száma | 147  | 137  | 117  | 89   | 81   | 73   | 61   | 60   | 61   | 55   |
|               | 2001 | 2004 | 2006 | 2009 | 2011 | 2014 | 2016 | 2019 | 2021 | 2024 |